# Pixadina
La pixadina o pixadina vera (Hygrocybe conica) és una espècie de bolet agarical de la família de les higroforàcies (Hygrophoraceae) que es troba a Europa i Amèrica del Nord. Les pixadines pertanyen al grup del cama-secs de colors vius (roig, taronja, groc, verd), làmines molt espaiades, engruixides i com de cera.

## Descripció
La pixadina vera és un bolet petit de color groc-taronja, amb un barret convexa cònic de color vermell de 2 a 5 cm de diàmetre, encara que molt de tant en tant es troben espècimens més grans de fins a 8 o 9 cm de diàmetre, blaus negre.

## Distribució i hàbitat
Es troba en les pastures i boscos de coníferes a Europa, Amèrica del Nord, i Àsia, així com Austràlia i Nova Zelanda, durant l'estiu i la tardor. És probable que el que actualment es denomina Hygrocybe conica és en realitat un complex d'espècies estretament relacionades, algunes de les quals són sospitosos de ser tòxiques.

## Comestibilitat
No comestible